# Kumtich
Kumtich est une section de la ville belge de Tirlemont située en Région flamande dans la province du Brabant flamand. C'était une commune à part entière avant la fusion des communes de 1977.

## Toponymie
- Cumptich.

## Démographie

### Évolution démographique
- Sources : INS, Rem. : 1831 jusqu'en 1970 = recensements, 1976 = nombre d'habitants au 31 décembre[2].
- 1970: Annexion de Vissenaken au 1 janvier 1971

## Patrimoine
- Église Saint-Gilles de Kumtich
- Chapelle Saint-Corneille de Breisem

## Personnalités liées à la section
- Remi Schrijnen (1921-2006), homme politique ancien volontaire belge de la Légion flamande.